# Creative Artists Agency
Die Creative Artists Agency LLC kurz CAA ist eine amerikanische Talent- und Sportagentur mit Sitz in Los Angeles, Kalifornien. Sie gilt als dominantes und einflussreiches Unternehmen im Talentagenturgeschäft. Im März 2021 beschäftigte CAA circa 2300 Mitarbeiter.

## Geschichte
Die CAA wurde im Jahr 1975 von fünf ehemaligen Vertretern der William Morris Agency gegründet. Die zuvor bei William Morris gefeuerten Vertreter Michael S. Rosenfeld, Michael Ovitz, Ron Meyer, William Haber und Rowland Perkins beschlossen bei einem gemeinsamen Abendessen eine eigene Talentagentur zu gründen. Sie nahmen mehrere Kredite auf und mieteten ein kleines Büro in Century City. Innerhalb einer Woche verkauften sie eine Spielshow namens Rhyme and Reason, die Rich Little Show und The Jackson 5ive. CAA nutzte seine Kunden, um Schauspieler für die Agentur zu gewinnen. Ovitz und CAA waren die ersten, die Filme wie TV-Shows verpackten.
Mitte der 1990er Jahre hatte CAA circa 550 Mitarbeiter, etwa 1400 der besten Talente Hollywoods, und erzielte einen Umsatz von 150 Millionen US-Dollar.
1995 wurde Ron Meyer zum Leiter von MCA ernannt und Ovitz ging zu Disney. Nachdem Ovitz und Meyer das Unternehmen verlassen hatten, übernahm Talentagent Jay Moloney das Unternehmen, kämpfte jedoch mit einer Drogenabhängigkeit und verließ die Agentur bald darauf.
CAA eröffnete im Jahr 2003 ein Büro in New York City, um Theaterkunden zu verwalten und begann 2006 in die Sportbranche zu expandieren. In diesen Jahren verdoppelte CAA seine Mitarbeiterzahl von 750 auf 1500.

## Niederlassungen
CAA hat Niederlassungen in Los Angeles, New York, Nashville, London, Peking, Atlanta, Miami, Chicago, Memphis, Dallas, Stockholm, München und der Schweiz.

## Persönlichkeiten
Bekannte Klienten der CAA sind unter anderem: Mick Jagger, Tom Hanks, Steven Spielberg, Zendaya, Ava DuVernay, Ryan Murphy, Reese Witherspoon und der aus Dresden stammende DJ und Produzent Purple Disco Machine.